# Boussole-Straße
Die Boussole-Straße (russisch Буссоль) ist eine Meerenge zwischen den Kurilen-Inseln
Simuschir im Nordosten sowie Tschirpoi und Broutona im Südwesten.
Sie verbindet das westlich gelegene Ochotskische Meer mit dem Pazifischen Ozean im Osten. Ihre Breite beträgt 68 km.
Die Meeresstraße ist benannt nach dem Schiff La Boussole (frz. für „Kompaß“), eines der beiden Schiffe, mit welchen Jean-François de La Pérouse den 
Pazifischen Raum erkundete.